# Team Menard
Team Menard was een Amerikaans raceteam dat deelnam in de jaren negentig in de Champ Car en vanaf 1996 was het actief in de Indy Racing League.
Het team werkte in de beginjaren vaak een beperkt programma af binnen de Champ Car. In 1992 plande Nelson Piquet sr. zijn eerste deelname aan de Indianapolis 500, maar crashte zwaar met zijn Menard tijdens de trainingen. Een jaar later deed hij een tweede poging, maar moest vroeg opgeven in de race. In 1995 reden Arie Luyendyk, Scott Brayton en Buddy Lazier de Indianapolis 500 in een Menard. Brayton stond op poleposition maar werd pas zeventiende in de race en Luyendyk vertrok vanaf de tweede startplaats en finishte de race uiteindelijk op de zevende plaats. 
In 1996 stapte het team over naar de nieuw opgerichte Indy Racing League. Tijdens de Indianapolis 500 van dat jaar won Menard-rijder Scott Brayton voor het tweede jaar op rij de poleposition, maar hij verongelukte enkele dagen voor de race gereden werd. In 1997 won Tony Stewart de eerste IndyCar titel voor zichzelf en het team. Twee jaar later won Greg Ray een tweede titel voor het team. De jaren die erop volgde werd het moeilijker, ook omdat heel wat Champ Car teams inmiddels waren overgestapt naar de Indy Racing League, dat vanaf 2003 omgedoopt werd tot IndyCar Series. In 2004 fuseerde het team met Panther Racing.
Nadat het team verdwenen was werd Menard dat ook een Amerikaanse winkelketen is, sponsor voor andere raceteams in de Nascar en de IndyCar series onder de naam Menards Racing. In 2009 reed Ed Carpenter met de naam op zijn Vision Racing wagen het IndyCar kampioenschap.
Kampioenschapstitels in de Indy Racing League
- 1997  Tony Stewart
- 1999  Greg Ray